# Michael McDowell
Michael McEachern McDowell (Enterprise, 1 de juny de 1950 - Boston, 27 de desembre de 1999) va ser un escriptor i guionista estatunidenc. Autor de novel·les de terror gòtiques del sud, va ser qualificat com «l'escriptor més refinat dels Estats Units» per Stephen King, a més d'haver escrit guions per a pel·lícules i programes de televisió com Beetlejuice, Malson abans de Nadal, Tales from the Crypt i Alfred Hitchcock Presents, entre d'altres.

## Biografia
Michael McDowell va néixer el primer de juny de l'any 1950 a la ciutat d'Enterprise, Alabama. Es va graduar a la Universitat Harvard i va obtenir un doctorat en Literatura Anglesa i Nord-americana a la Universitat Brandeis.
Si bé és conegut per les seves obres de terror gòtic del sud, McDowell va ser un estilista consumat que va escriure diverses sèries amb marcades diferències en to, caràcter i tema. Les seves novel·les d'època són elogiades per la seva recerca històrica i els detalls precisos, i van des de la ciutat de Nova York dels anys daurats fins a l'Alabama durant les profunditats de la Gran Depressió.
Autor de més de vint novel·les, va ser amic de l'escriptor Stephen King i la seva esposa, Tabitha King, qui va completar la seva última obra, Candles Burning (2006). Per al director Tim Burton, va escriure els guions de les pel·lícules Beetlejuice (1988) i Malson abans de Nadal (1993), a més del de Thinner (1996), basat en la novel·la de Stephen i Tabitha.
McDowell va morir l'any 1999 a Boston, per complicacions relacionades amb el VIH. En el 2012, l'editorial estatunidenca Valancourt, especialitzada en ficció gòtica, d'horror, ciència-ficció i autors de ficció gai oblidats, va iniciar la recuperació del seu catàleg amb vuit de les seves novel·les, prologades per autors com Poppy Z. Brite o Christopher Fowler.
L'any 2024, l'editorial barcelonina Blackie Books va publicar la saga Blackwater completa, en versió catalana (traducció d'Anna Llisterri) i en edició de butxaca. Considerada una de les seves millors obres, la saga recorre durant més de cinquanta anys la història d’una família del poble de Perdido, a Alabama.

## Obra

### Novel·la
- The Amulet (1979)
- Cold Moon Over Babylon (1980)
- Gilded Needles (1980)
- The Elementals (1981)
- Katie (1982)
- Blackwater: I (1983)
- Blackwater: II (1983)
- Blackwater: III (1983)
- Blackwater: IV (1983)
- Blackwater: V (1983)
- Blackwater: VI (1983)
- Toplin (1985)
- Clue (1985)
- Jack and Susan in 1953 (1985)
- Jack and Susan in 1913 (1986)
- Jack and Susan in 1933 (1987)
- Candles Burning (2006)

#### Amb el pseudònim Axel Young i en col·laboració amb Dennis Schuetz
- Blood Rubies (1982)
- Wicked Stepmother (1983)

#### Amb el pseudònim Nathan Aldyne i en col·laboració amb Dennis Schuetz
- Vermillion (1980)
- Cobalt (1982)
- Slate (1984)
- Canary (1986)

#### Amb el pseudònim Preston Macadam
- Michael Sheriff, The Shield: African Assignment (1985)
- Michael Sheriff, The Shield: Arabian Assault (1985)
- Michael Sheriff, The Shield: Island Intrigue (1985)